# Horst Schweigert
Horst Schweigert (* 9. Februar 1940 in Graz; † 12. März 2025 ebenda) war ein österreichischer Kunsthistoriker und Hochschullehrer.

## Leben
Schweigert war außerordentlicher Professor am Institut für Kunstgeschichte an der Universität Graz.

## Publikationen
- mit Werner Fenz: Georg Brucks 1880-1969. Ausstellungskatalog, Neue Galerie am Landesmuseum Janneum, Graz 1970.
- mit Werner Fenz: Neuerwerbungen 1966-1969. Ausstellungskatalog, Neue Galerie am Landesmuseum Janneum, Graz 1970.
- Dehio Graz 1979
- Schlosskirche St Martin bei Graz. Kunstführer, Verlag St. Peter, Salzburg 1983.
- Philipp Jakob Straub. 1706 - 1774. Ein Grazer Barockbildhauer. Stadtmuseum Graz, Graz 1992.
- mit Robert Friedrich Hausmann, Kurt Roth: Pöllau – Pöllauberg – Hartbergerland. Styria, Graz 1994, ISBN 3-222-12251-2.
- Die Barockbildhauer Johannes Georg und Josef Stammel. Eine stilkritische und rezeptionsgeschichtliche Untersuchung. Leykam, Graz 2004, ISBN 3-7011-7428-8.
- (Hrsg.): Das Weststeirische Maler-Revier. Ein Zentrum der steirischen Moderne. Beiträge zur Kunstgeschichte Steiermarks Band 4, Leykam, Graz 2006, ISBN 978-3-7011-7570-3.